# Solanum
- Commons
- Wikispecies

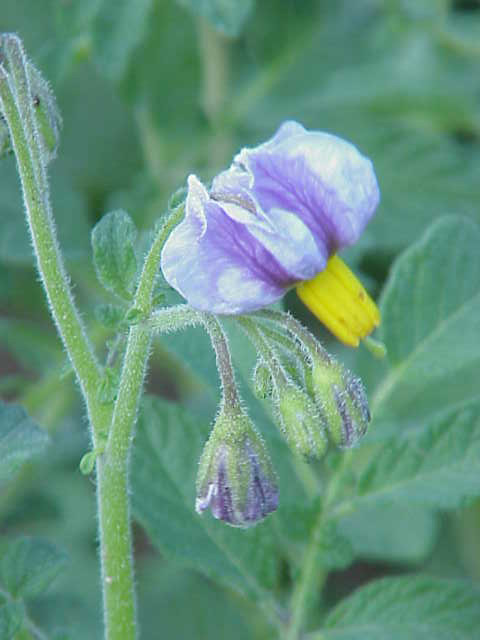
Solanum ambosinum

Solanum L. é um gênero de plantas da família Solanaceae, descrito pela primeira vez por Lineu em 1753. O grupo inclui muitas espécies de plantas perenes arbustivas ou trepadeiras. A maioria das espécies de Solanum são venenosas, mas o grupo inclui alguns dos vegetais mais essenciais da alimentação humana como a batata, o tomate ou a beringela.

## Descrição
O gênero Solanum L.é o maior gênero da família Solanaceae, com cerca de 1500 espécies, é tradicionalmente reconhecido pela presença de anteras poricidas. Entretanto, autores recentes (Olmstead & Palmer, 1997) evidenciaram que este gênero só seria monofilético com a inclusão das espécies em Lycopersicon (que possui anteras rimosas unidas) e Cyphomandra (também apresenta anteras poricidas), que são considerados clados dentro do gênero e não um gênero separado.  
 Uma das características mais marcantes deste gênero é o grande acúmulo de alcaloides e flavonoides, sendo as substâncias mais frequentes encontradas nas espécies de Solanum, destacando-se pelas suas grandes propriedades medicinais, tornando um verdadeiro benefício o consumo de diversos vegetais deste gênero, uma vez que estes compostos químicos são responsáveis por efeitos biológicos tais como anestésicos, psicoestimulantes e antioxidantes. Espécies não utilizadas na alimentação humana tem tendência a serem venenosas e impróprias para consumo. Qualquer solanácea pode representar perigo de vida quando ingerida por gatos.
A literatura relata um perfil químico de Solanum com base na freqüência de flavonoides. Os padrões de oxidação dos flavonoides ajudam a entender a sistemática dos táxons na família.

## Sinonímia
| - Androcera Nutt. - Aquartia Jacq. - Artorhiza Raf. - Bassovia Aubl. - Battata Hill - Bosleria A. Nelson - Ceranthera Raf. - Cliocarpus Miers | - Cyphomandra Mart. ex Sendtn. - Diamonon Raf. - Dulcamara Moench - Lycopersicon Mill. - Melongena Mill. - Normania Lowe - Nycterium Vent. - Ovaria Fabr. | - Parmentiera Raf. - Petagnia Raf. - Pheliandra Werderm. - Pseudocapsicum Medik. - Scubulus Raf. - Solanastrum Fabr. - Solanocharis Bitter - Solanopsis Bitter |

## Espécies
O gênero Solanum possui 1199 espécies reconhecidas atualmente.
- Solanum abancayense Ochoa
- Solanum abitaguense S. Knapp
- Solanum absconditum Agra
- Solanum abutilifolium Rusby
- Solanum abutiloides (Griseb.) Bitter & Lillo
- Solanum acanthodes Hook. f.
- Solanum acanthoideum Drège ex Dunal
- Solanum acaule Bitter
- Solanum accrescens Standl. & C.V. Morton
- Solanum acerifolium Dunal
- Solanum achacachense Cárdenas
- Solanum acroglossum Juz.
- Solanum acroscopicum Ochoa
- Solanum actaeibotrys Rusby
- Solanum actinocalyx (H. Winkl.) Hunz.
- Solanum aculeastrum Dunal
- Solanum aculeatissimum Jacq.
- Solanum aculeolatum M. Martens & Galeotti
- Solanum acuminatum Ruiz & Pav.
- Solanum acutilobum Dunal
- Solanum adelense Delile
- Solanum adhaerens Willd. ex Roem. & Schult.
- Solanum adoense Hochst. ex A. Braun
- Solanum adscendens Sendtn.
- Solanum adspersum Witasek
- Solanum aemulans Bitter & Wittm.
- Solanum aenictum C.V. Morton
- Solanum aethiopicum L.
- Solanum affine Sendtn.
- Solanum africanum Mill.
- Solanum aggerum Dunal
- Solanum agrarium Sendtn.
- Solanum agrimoniifolium Rydb.
- Solanum ahanhuiri Juz. & Bukasov
- Solanum alandiae Cárdenas
- Solanum alatirameum Bitter
- Solanum albescens (Britton) Hunz.
- Solanum albicans (Ochoa) Ochoa
- Solanum albidum Dunal
- Solanum albornozii Correll
- Solanum aligerum Schltdl.
- Solanum alloiophyllum Dammer
- Solanum allophyllum (Miers) Standl.
- Solanum aloysiifolium Dunal
- Solanum alternatopinnatum Steud.
- Solanum altissimum Benitez
- Solanum amayanum Ochoa
- Solanum amazonium Ker Gawl.
- Solanum amblophyllum Hook.
- Solanum ambosinum Ochoa
- Solanum americanum Mill.
- Solanum amethystinum (Kuntze) Heiser
- Solanum amnicola S. Knapp
- Solanum amotapense Svenson
- Solanum amygdalifolium Steud.
- Solanum anceps Ruiz & Pav.
- Solanum andersonii Ochoa
- Solanum andreanum Baker
- Solanum andrieuxi Dunal
- Solanum anematophilum Ochoa
- Solanum anguivi Lam.
- Solanum angustialatum Bitter
- Solanum angustifidum Bitter
- Solanum angustiflorum Mart.
- Solanum angustifolium Mill.
- Solanum angustispinosum De Wild.
- Solanum anisophyllum Van Heurck & Müll. Arg.
- Solanum ankazobe D'Arcy & Rakot.
- Solanum annuum C.V. Morton
- Solanum anoacanthum Sendtn.
- Solanum anomalum Thonn.
- Solanum antacochense Ochoa
- Solanum antalaha D'Arcy & Rakot.
- Solanum apaporanum R.E. Schult.
- Solanum aparadense L.A. Mentz & M. Nee
- Solanum aphananthum Baker
- Solanum aphyodendron S. Knapp
- Solanum apiahyense Witasek
- Solanum apiculatibaccatum Bitter
- Solanum apiculatum Sendtn.
- Solanum apocynifolium Baker
- Solanum appendiculatum Dunal
- Solanum appressum K.E. Roe
- Solanum aracc-papa Juz. ex Rybin
- Solanum arachnidanthum Rusby
- Solanum arboreum Dunal
- Solanum arenarium Sendtn.
- Solanum argenteum Dunal
- Solanum argentinum Bitter & Lillo
- Solanum aridum Morong
- Solanum ariduphilum Ochoa
- Solanum armentalis J.L. Gentry & D'Arcy
- Solanum arundo Mattei
- Solanum asperolanatum Ruiz & Pav.
- Solanum asperum Rich.
- Solanum asterophorum Mart.
- Solanum asteropilodes Bitter
- Solanum atitlanum K.E. Roe
- Solanum atriplicifolium Gill ex Nees
- Solanum atropurpureum Schrank
- Solanum aturense Dunal
- Solanum augusti Ochoa
- Solanum aurantiacobaccatum De Wild.
- Solanum aureum Dunal
- Solanum auriculatum Aiton
- Solanum aviculare G. Forst.
- Solanum axillifolium K.E. Roe
- Solanum ayacuchense Ochoa
- Solanum aymaraesense Ochoa
- Solanum badilloi Benitez
- Solanum bagamojense Bitter & Dammer
- Solanum bahamense L.
- Solanum bahianum S. Knapp
- Solanum bangii Bitter
- Solanum barbeyanum Huber
- Solanum barbisetum Nees
- Solanum barbulatum Zahlbr.
- Solanum basendopogon Bitter
- Solanum batangense Dammer
- Solanum batoides D'Arcy & Rakot.
- Solanum bellicosum Bitter
- Solanum bellum S. Knapp
- Solanum benadirense Chiov.
- Solanum beniense De Wild.
- Solanum berthaultii Hawkes
- Solanum betaceum Cav.
- Solanum betroka D'Arcy & Rakot.
- Solanum biceps Dunal
- Solanum bicolor Willd. ex Roem. & Schult.
- Solanum bilabiatum Dammer
- Solanum billhookeri Ochoa
- Solanum blanco-galdosii Ochoa
- Solanum blodgettii Chapm.
- Solanum boerhaaviifolium Sendtn.
- Solanum bolivianum Britton ex Rusby
- Solanum boliviense Dunal
- Solanum bombycinum Ochoa
- Solanum bonariense L.
- Solanum bondjorum A. Chev.
- Solanum boselliae Chiov.
- Solanum brachistotrichum (Bitter) Rydb.
- Solanum brachyantherum Phil.
- Solanum brachystachys Dunal
- Solanum brevicaule Bitter
- Solanum brevifolium Dunal
- Solanum brevipedicellatum K.E. Roe
- Solanum brieyi De Wild.
- Solanum buesii Vargas
- Solanum bukasovii Juz.
- Solanum bulbocastanum Dunal
- Solanum bullatum Vell.
- Solanum bumeliifolium Dunal
- Solanum burbankii Bitter
- Solanum burchellii Dunal
- Solanum burtonii Ochoa
- Solanum bussei Dammer
- Solanum caavurana Vell.
- Solanum cacosmum Bohs
- Solanum caesium Griseb.
- Solanum cajamarquense Ochoa
- Solanum cajanumense Kunth
- Solanum calacalinum Ochoa
- Solanum caldense Carvalho
- Solanum calidum Bohs
- Solanum calileguae Cabrera
- Solanum callianthum C.V. Morton
- Solanum callicarpifolium Kunth & Bouché
- Solanum calvescens Bitter
- Solanum campaniforme Roem. & Schult.
- Solanum campechiense L.
- Solanum campetrichum Werderm.
- Solanum campylacanthum Hochst.
- Solanum campylocladum Dunal
- Solanum candelarianum Cárdenas
- Solanum candidum Lindl.
- Solanum candolleanum Berthault
- Solanum canense Rydb.
- Solanum cantense Ochoa
- Solanum capense L.
- Solanum capillipes Britton
- Solanum capoerum Dunal
- Solanum capsicoides All.
- Solanum carautae Carvalho
- Solanum carchiense Correll
- Solanum cardiophyllum Lindl.
- Solanum carense Dunal
- Solanum caricaefolium Rusby
- Solanum caripense Dunal
- Solanum carolinense L.
- Solanum cassioides L.B. Sm. & Downs
- Solanum castaneum Carvalho
- Solanum catombelense Peyr.
- Solanum caudatum Dunal
- Solanum cerasiferum Dunal
- Solanum cernuum Vell.
- Solanum chachapoyasense Bitter
- Solanum chacoense Bitter
- Solanum chalmersii S. Knapp
- Solanum chamaepolybotryon Bitter
- Solanum chamaesarachidium Bitter
- Solanum chancayense Ochoa
- Solanum chariense A. Chev.
- Solanum chaucha Juz. & Bukasov
- Solanum chavinense Correll
- Solanum cheesmaniae (Riley) Fosberg
- Solanum chenopodioides Lam.
- Solanum chiapasense K.E. Roe
- Solanum chilense Dunal
- Solanum chilliasense Ochoa
- Solanum chillonanum Ochoa
- Solanum chimborazense Bitter & Sodiro
- Solanum chiovendae Lanza
- Solanum chiquidenum Ochoa
- Solanum chlamydogynum Bitter
- Solanum chloropetalon Schltdl.
- Solanum chomatophilum Bitter
- Solanum chrysasteroides Werderm.
- Solanum chrysoflorum Ochoa
- Solanum chrysophyllum Dunal
- Solanum chrysotrichum Schltdl.
- Solanum cinereum R. Br.
- Solanum cinnamomeum Sendtn.
- Solanum circaeifolium Bitter
- Solanum circinatum Bohs
- Solanum cirsioides A. Chev.
- Solanum citrinum M. Nee
- Solanum citrullifolium A. Braun
- Solanum cladotrichum Vand. ex Dunal
- Solanum clandestinum Bohs
- Solanum clarum Correll
- Solanum clavatum Rusby
- Solanum clivorum S. Knapp
- Solanum clokeyi Munz
- Solanum cobanense J.L. Gentry
- Solanum coccineum Jacq.
- Solanum cochabambense Bitter
- Solanum coelestispetalum Vargas
- Solanum collectaneum C.V. Morton
- Solanum colombianum Dunal
- Solanum comarapanum M. Nee
- Solanum commersonii Dunal
- Solanum complectens M. Nee & G.J. Anderson
- Solanum compressum L.B. Sm. & Downs
- Solanum comptum C.V. Morton
- Solanum concarense Hunz.
- Solanum concinnum Sendtn.
- Solanum confertiseriatum Bitter
- Solanum confine Dunal
- Solanum confusum C.V. Morton
- Solanum conglobatum Dunal
- Solanum conicum Ruiz & Pav.
- Solanum connatum Correll
- Solanum consimile C.V. Morton
- Solanum contumazaense Ochoa
- Solanum cordatum Forssk.
- Solanum cordifolium Dunal
- Solanum cordioides S. Knapp
- Solanum cordovense Sessé & Moc.
- Solanum coriaceum Dunal
- Solanum cormanthum Vell.
- Solanum corneliomulleri J.F. Macbr.
- Solanum cornifolium Dunal
- Solanum corumbense S. Moore
- Solanum corymbiflorum (Sendtn.) Bohs
- Solanum corymbosum Jacq.
- Solanum costatum M. Nee
- Solanum coxii Phil.
- Solanum crassifolium Lam.
- Solanum crebrum L.B. Sm.
- Solanum cremastanthemum Werderm.
- Solanum crepidotrichum Bitter
- Solanum crinitipes Dunal
- Solanum crinitum Lam.
- Solanum crispum Ruiz & Pav.
- Solanum croatii D'Arcy & R.C. Keating
- Solanum crotonifolium Dunal
- Solanum cruciferum Bitter
- Solanum cucullatum S. Knapp
- Solanum cufodontii Lanza
- Solanum cultum De Wild.
- Solanum curtilobum Juz. & Bukasov
- Solanum cutervanum Zahlbr.
- Solanum cyclophyllum S. Knapp
- Solanum cymosum Ruiz & Pav.
- Solanum cyrtopodium Dunal
- Solanum dalibardiforme Bitter
- Solanum damarense Bitter
- Solanum daphnophyllum Bitter
- Solanum darbandense A. Chev.
- Solanum darienense S. Knapp
- Solanum dasyadenium Bitter
- Solanum dasyanthum Brandegee
- Solanum dasyneuron S. Knapp
- Solanum dasyphyllum Schumach. & Thonn.
- Solanum dasypus E. Mey.
- Solanum dasytrichum Bitter
- Solanum davidsei Carvalho
- Solanum davisense Whalen
- Solanum decipiens Opiz
- Solanum decompositiflorum Sendtn.
- Solanum decorum Sendtn.
- Solanum deflexicarpum C.Y. Wu & S.C. Huang
- Solanum deflexiflorum Bitter
- Solanum delagoense Dunal
- Solanum delicatulum L.B. Sm. & Downs
- Solanum delitescens C.V. Morton
- Solanum delpierrei De Wild.
- Solanum demissum Lindl.
- Solanum dendrophilum Bitter
- Solanum dennekense Damm.
- Solanum densepilosulum Bitter
- Solanum depauperatum Dunal
- Solanum deterrimum C.V. Morton
- Solanum dewildemanianum Robyns
- Solanum diamantinense Agra
- Solanum dianthum Rusby
- Solanum dichroandrum Dunal
- Solanum dichroanthum Dammer
- Solanum didymum Dunal
- Solanum dimidiatum Raf.
- Solanum dimorphandrum S. Knapp
- Solanum dinklagei Dammer
- Solanum dinteri Bitter
- Solanum diphyllum L.
- Solanum diploconos (Mart.) Bohs
- Solanum dissimile C.V. Morton
- Solanum distichophyllum Sendtn.
- Solanum distichum Schumach. & Thonn.
- Solanum diversifolium Dunal
- Solanum doddsii Correll
- Solanum dolichocremastrum Bitter
- Solanum dolichorhachis Bitter
- Solanum dolichosepalum Bitter
- Solanum dolosum C.V. Morton ex S. Knapp
- Solanum domesticum A. Chev.
- Solanum donachui (Ochoa) Ochoa
- Solanum donianum Walp.
- Solanum donnell-smithii J.M. Coult.
- Solanum douglasii Dunal
- Solanum dulcamara L.
- Solanum dulcamaroides Dunal
- Solanum duplo-sinuatum Klotzsch
- Solanum echegarayi Hieron.
- Solanum echidnaeforme Dunal
- Solanum edinense Berthault
- Solanum edmonstonei Hook. f.
- Solanum ehrenbergii Rydb.
- Solanum eickii Dammer
- Solanum eitenii Agra
- Solanum elaeagnifolium Cav.
- Solanum elskensi De Wild.
- Solanum enantiophyllanthum Bitter
- Solanum endlicheri Dunal
- Solanum endlichii Dammer
- Solanum endoadenium Bitter
- Solanum endopogon (Bitter) Bohs
- Solanum ensifolium Dunal
- Solanum erianthum D. Don
- Solanum erosomarginatum S. Knapp
- Solanum erythracanthum Bojer ex Dunal
- Solanum erythrotrichum Fernald
- Solanum etuberosum Lindl.
- Solanum euacanthum Phil.
- Solanum evolvulifolium Greenm.
- Solanum evonymoides Sendtn.
- Solanum exasperatum E. Mey.
- Solanum excisirhombeum Bitter
- Solanum exiguum Bohs
- Solanum extensum Bitter
- Solanum fabrisii Cabrera
- Solanum falconense S. Knapp
- Solanum fallax Bohs
- Solanum felinum Bitter
- Solanum fendleri A. Gray
- Solanum fernandezianum Phil.
- Solanum ferreyrae Ugent
- Solanum ferrugineum Jacq.
- Solanum fiebrigii Bitter
- Solanum filicaule Dammer
- Solanum filiforme Ruiz & Pav.
- Solanum flaccidum Vell.
- Solanum flagellare Sendtn.
- Solanum flamignii De Wild.
- Solanum flavoviridens Ochoa
- Solanum flexicaule Benth.
- Solanum floridanum Shuttlew. ex Dunal
- Solanum florulentum Bitter
- Solanum foetens Pittier ex S. Knapp
- Solanum forskalii Dunal
- Solanum fortunense Bohs
- Solanum fosbergianum D'Arcy
- Solanum fragile Wedd.
- Solanum fraxinifolium Dunal
- Solanum fructo-tecto Cav.
- Solanum fulgens (J.F. Macbr.) Roe
- Solanum fultum Schrank
- Solanum fulvidum Bitter
- Solanum furcatum Dunal
- Solanum fusiforme L.B. Sm. & Downs
- Solanum gandarillasii Cárdenas
- Solanum garcia-barrigae Ochoa
- Solanum gardneri Sendtn.
- Solanum gaudichaudii Dunal
- Solanum gayanum Dunal
- Solanum gemellum Sendtn.
- Solanum geniculatum E. Mey.
- Solanum gertii S. Knapp
- Solanum giftbergense Dunal
- Solanum giganteum Jacq.
- Solanum gilioides Rusby
- Solanum giorgii De Wild.
- Solanum glandulosipilosum Bitter
- Solanum glaucescens Zucc.
- Solanum glaucophyllum Desf.
- Solanum glomuliflorum Sendtn.
- Solanum glutinosum Dunal
- Solanum gnaphalocarpon Vell.
- Solanum goetzei Dammer
- Solanum gomphodes Dunal
- Solanum goniocalyx Juz. & Bukasov
- Solanum goniocaulon S. Knapp
- Solanum gonyrhachis S. Knapp
- Solanum goodspeedii K.E. Roe
- Solanum gorgoneum Bitter
- Solanum gracilifrons Bitter
- Solanum grandiflorum Ruiz & Pav.
- Solanum granuloso-leprosum Dunal
- Solanum gratum Bitter
- Solanum graveolens Bunbury
- Solanum grayi Rose
- Solanum grewioides Lanza
- Solanum griffithii (Prain) C.Y. Wu & S.C. Huang
- Solanum grotei Dammer
- Solanum guamuchilense Cast.-Campos & Rzed.
- Solanum guaraniticum A. St.-Hil.
- Solanum guerreroense Correll
- Solanum guineense L.
- Solanum habrocaulon S. Knapp
- Solanum haematocladum Dunal
- Solanum haleakalaense H.St.John
- Solanum hamatile Brandegee
- Solanum hartwegii Benth.
- Solanum hasslerianum Chodat
- Solanum hastatilobum Bitter
- Solanum hastifolium Dunal
- Solanum hastiforme Correll
- Solanum hayesii Fernald
- Solanum hazenii Britton
- Solanum hederiradiculum Bitter
- Solanum heinianum D'Arcy & R.C. Keating
- Solanum heleonastes S. Knapp
- Solanum helleri Standl.
- Solanum hemisymphyes Bitter
- Solanum herba-bona Reiche
- Solanum herculeum Bohs
- Solanum hermannii Dunal
- Solanum hernandesii Dunal
- Solanum heteroclitum Sendtn.
- Solanum heterodoxum Dunal
- Solanum hexandrum Vell.
- Solanum hibernum Bohs
- Solanum hidetaroi Masam.
- Solanum hieronymi Kuntze
- Solanum hildebrandtii BR & Bouche, A. M.
- Solanum hillebrandii Yunck.
- Solanum himatacanthum Dammer
- Solanum hindsianum Benth.
- Solanum hintonii C.V. Morton
- Solanum hirsuticaule Werderm.
- Solanum hirsutum Dunal
- Solanum hirtellum (Spreng.) Hassl.
- Solanum hirtulum Krause
- Solanum hirtum Vahl
- Solanum hjertingii Hawkes
- Solanum hoehnei C.V. Morton
- Solanum hoffmanseggii Sendtn.
- Solanum holocalyx Morton
- Solanum holophyllum Bitter
- Solanum holtzii Dammer
- Solanum homalospermum Chiarini
- Solanum homblei De Wild.
- Solanum hoopesii Hawkes & K.A. Okada
- Solanum hougasii Correll
- Solanum houstonii Dunal
- Solanum huallagense Bitter
- Solanum huancabambense Ochoa
- Solanum huayavillense Del Vitto & Peten.
- Solanum huitlanum Brandegee
- Solanum humblotii Dammer
- Solanum humectophilum Ochoa
- Solanum humile Bernh. ex Willd.
- Solanum hutchisonii (J.F. Macbr.) Bohs
- Solanum hybridum Jacq.
- Solanum hylobium Bitter
- Solanum hypacrarthrum Bitter
- Solanum hypaleurotrichum Bitter
- Solanum hypermegethes Werderm.
- Solanum hypocalycosarcum Bitter
- Solanum hypomalacum (Bitter) C.V. Morton
- Solanum hypopsilum Bitter
- Solanum iltisii K.E. Roe
- Solanum imamense Dunal
- Solanum imbaburense S. Knapp
- Solanum imberbe Bitter
- Solanum immite Dunal
- Solanum incahuasinum Ochoa
- Solanum incanum L.
- Solanum incarceratum Ruiz & Pav.
- Solanum incasicum Ochoa
- Solanum incisum Griseb.
- Solanum incompletum Britton
- Solanum incomptum Bitter
- Solanum incurvipilum Bitter
- Solanum incurvum Ruiz & Pav.
- Solanum inelegans Rusby
- Solanum infundibuliforme Phil.
- Solanum ingaefolium Ochoa
- Solanum inodorum Vell.
- Solanum inornatum Witasek
- Solanum insidiosum Mart.
- Solanum insolaesolis Bitter
- Solanum insulae-paschalis Bitter
- Solanum interandinum Bitter
- Solanum interius Rydb.
- Solanum intermedium Sendtn.
- Solanum iodotrichum Van Heurck & Müll. Arg.
- Solanum ionidium Bitter
- Solanum iopetalum Hawkes
- Solanum ipomoea Sendtn.
- Solanum iraniense L.B. Sm. & Downs
- Solanum irosinum Ochoa
- Solanum irregulare C.V. Morton
- Solanum isodynamum Sendtn.
- Solanum itatiaiae Glaz. ex Edmonds
- Solanum ivohibe D'Arcy & Rakot.
- Solanum jabrense Agra & M. Nee
- Solanum jaegeri Dammer
- Solanum jaenense Ochoa
- Solanum jalcae Ochoa
- Solanum jamaicense Mill.
- Solanum jamesii Torr.
- Solanum japonense Nakai
- Solanum jasminifolium Sendtn.
- Solanum jasminoides J. Paxton
- Solanum jesperseni De Wild.
- Solanum johannae Bitter
- Solanum johnstonii Whalen
- Solanum jubae Bitter
- Solanum juglandifolium Dunal
- Solanum julocrotonoides Hassl.
- Solanum juncalense Reiche
- Solanum juninense Bitter
- Solanum jussiaei Dunal
- Solanum juvenale Thell.
- Solanum juzepczukii Bukasov
- Solanum kagehense Dammer
- Solanum kandtii Dammer
- Solanum kauaiense Hillebr.
- Solanum keniense Standl.
- Solanum kieslingii Cabrera
- Solanum kifinikense Bitter
- Solanum kioniotrichum Bitter ex J.F. Macbr.
- Solanum kitagawae Schonb.-Tem.
- Solanum kitivuense Dammer
- Solanum kleinii L.B. Sm. & Downs
- Solanum krauseanum Phil.
- Solanum kurtzianum Bitter & Wittm.
- Solanum kwebense N.E. Br.
- Solanum lacerdae Dusén
- Solanum laciniatum Aiton
- Solanum lacteum Vell.
- Solanum laevigatum Dunal
- Solanum lamprocarpum Bitter
- Solanum lanceifolium Jacq.
- Solanum lanceolatum Cav.
- Solanum lantana Sendtn.
- Solanum lanuginosum Dunal
- Solanum lanzae J.-P. Lebrun & Stork
- Solanum lasianthum Dunal
- Solanum lasiocarpum Dunal
- Solanum lasiocladum S. Knapp
- Solanum lasiopodium Dunal
- Solanum lateritium Dammer
- Solanum latiflorum Bohs
- Solanum laurentii Dammer
- Solanum laurifolium L. f.
- Solanum laxissimum Bitter
- Solanum laxum Spreng.
- Solanum leiophyllum Benth.
- Solanum lepidotum Dunal
- Solanum leptocaulon Van Heurck & Müll. Arg.
- Solanum leptophyes Bitter
- Solanum leptopodum Van Heurck & Müll. Arg.
- Solanum leptorhachis Bitter
- Solanum leptosepalum Correll
- Solanum leptostachys Dunal
- Solanum lesteri Hawkes & Hjert.
- Solanum leucandrum Whalen
- Solanum leucanthum Dammer
- Solanum leucocarpon Dunal
- Solanum leucodendron Sendtn.
- Solanum leucophaeum Dunal
- Solanum leucopogon Huber
- Solanum lhotskyanum Dunal
- Solanum lianiforme De Wild.
- Solanum lichtensteinii Willd.
- Solanum lignescens Fernald
- Solanum lignicaule Vargas
- Solanum limbaniense Ochoa
- Solanum lindenii Rusby
- Solanum linnaeanum Hepper & P.-M.L.Jaeger
- Solanum litoraneum A.E. Gonç.
- Solanum litusinum Ochoa
- Solanum lobbianum Bitter
- Solanum longevirgatum Bitter
- Solanum longiconicum Bitter
- Solanum longipes Dunal
- Solanum longiusculus Ochoa
- Solanum lopez-camarenae Ochoa
- Solanum loxense Dunal
- Solanum lucens S. Knapp
- Solanum luffocarpum A. Chev.
- Solanum lumholtzianum Bartlett
- Solanum luridifuscescens Bitter
- Solanum luteoalbum Pers.
- Solanum luteum Mill.
- Solanum luzoniense Merr.
- Solanum lycocarpum A. St.-Hil.
- Solanum lycopersicoides Dunal
- Solanum lycopersicum L.
- Solanum lykipiense C.H. Wright
- Solanum lyratum Thunb.
- Solanum macaonense Dunal
- Solanum macbridei Hunz. & Lallana
- Solanum macowanii Fourc.
- Solanum macracanthum A. Rich.
- Solanum macranthum Dunal
- Solanum macrocarpon L.
- Solanum macrotonum Bitter
- Solanum madagascariense Dunal
- Solanum madrense Fernald
- Solanum maglia Schltdl.
- Solanum mahoriensis D'Arcy & Rakot.
- Solanum malacothrix S. Knapp
- Solanum malletii S. Knapp
- Solanum mammosum L.
- Solanum mangaschae Pax
- Solanum mapiricum S. Knapp
- Solanum mapiriense Bitter
- Solanum maranguapense Bitter
- Solanum marantifolium Bitter
- Solanum marginatum L. f.
- Solanum marinasense Vargas
- Solanum marojejy D'Arcy & Rakot.
- Solanum maroniense Poit.
- Solanum marquesi Dammer
- Solanum martii Sendtn.
- Solanum martinsii Van Heurck
- Solanum matadori L.B. Sm. & Downs
- Solanum maternum Bohs
- Solanum maturecalvans Bitter
- Solanum mauense Bitter
- Solanum mauritianum Scop.
- Solanum medians Bitter
- Solanum megalochiton Mart.
- Solanum megalonyx Sendtn.
- Solanum megistacrolobum Bitter
- Solanum melastomoides C.H. Wright
- Solanum melissarum Bohs
- Solanum melongena L.
- Solanum memphiticum J.F.Gmel.
- Solanum merrillianum Liou
- Solanum mesodolichum Pic.Serm.
- Solanum metarsium C.V. Morton
- Solanum metrobotryon Dunal
- Solanum michoacanum (Bitter) Rydb.
- Solanum microdontum Bitter
- Solanum microleprodes Bitter
- Solanum mildbraedii Dammer
- Solanum minutifoliolum Correll
- Solanum mite Ruiz & Pav.
- Solanum mitlense Dunal
- Solanum mochiquense Ochoa
- Solanum moestum Dunal
- Solanum molinarum J.L. Gentry
- Solanum monachophyllum Dunal
- Solanum monactinanthum Dammer
- Solanum monadelphum Van Heurck & Müll. Arg.
- Solanum monanthemon S. Knapp
- Solanum monarchostemon S. Knapp
- Solanum moniliforme Correll
- Solanum monotanthum Dammer
- Solanum montanum L.
- Solanum montigenum (C.V. Morton) Cabrera
- Solanum morellifolium Bohs
- Solanum morelliforme Bitter & Münch
- Solanum morii S. Knapp
- Solanum mortonii Hunz.
- Solanum moscopanum Hawkes
- Solanum moxosense M. Nee
- Solanum mucronatum O.E. Schulz
- Solanum muenscheri Standl. & Steyerm.
- Solanum multifidum Lam.
- Solanum multiflorum Vargas
- Solanum multiglandulosum Bitter
- Solanum multiinterruptum Bitter
- Solanum multispinum N.E. Br.
- Solanum muricatum Aiton
- Solanum murinum Sendtn.
- Solanum murphyi I.M. Johnst.
- Solanum myoxotrichum Baker
- Solanum myriacanthum Dunal
- Solanum myrsinoides D'Arcy & Rakot.
- Solanum nakurense C.H. Wright
- Solanum namaquense Dammer
- Solanum nanum Bitter
- Solanum narcoticosmum Bitter
- Solanum ndellense A. Chev.
- Solanum neglectum Dunal
- Solanum nelsonii Dunal
- Solanum nematopus Sendtn.
- Solanum nematorhachis S. Knapp
- Solanum nemorense Dunal
- Solanum nemorosum Ochoa
- Solanum neocardenasii Hawkes & Hjert.
- Solanum neorossii Hawkes & Hjert.
- Solanum neovargasii Ochoa
- Solanum neovavilovii Ochoa
- Solanum neoweberbaueri Wittm.
- Solanum nesiotes Bitter
- Solanum nguelense Dammer
- Solanum nienkui Merr. & Chun
- Solanum nigrescens M. Martens & Galeotti
- Solanum nigricans M. Martens & Galeotti
- Solanum nitidum Ruiz & Pav.
- Solanum nocturnum Fernald
- Solanum nubicola Ochoa
- Solanum nudum Dunal
- Solanum nuricum M. Nee
- Solanum nutans Ruiz & Pav.
- Solanum nyctaginoides Dunal
- Solanum oaxacanum Dunal
- Solanum oblongifolium Dunal
- Solanum obovalifolium Benitez
- Solanum occultum Bohs
- Solanum ochracanthum Bitter
- Solanum ochraceo-ferrugineum Fernald
- Solanum ochraceum Dunal
- Solanum ochranthum Dunal
- Solanum ochrophyllum Van Heurck & Müll. Arg.
- Solanum odoriferum Vell.
- Solanum okadae Hawkes & Hjert.
- Solanum olgae Pojark.
- Solanum olivaceum Dammer
- Solanum olivaeforme Donn. Sm.
- Solanum olivare Paill. & Bois
- Solanum oliveirae Carvalho
- Solanum olmosense Ochoa
- Solanum olmosianum Ochoa
- Solanum ombrophilum S. Knapp
- Solanum oocarpum Sendtn.
- Solanum opacum A. Br. & Bouché
- Solanum oplocense Hawkes
- Solanum oppositifolium Ruiz & Pav.
- Solanum orientale Benitez
- Solanum orophilum Correll
- Solanum orthocarpum Bitter
- Solanum otites Dunal
- Solanum ovalifolium Dunal
- Solanum ovatifolium De Wild.
- Solanum ovum-fringillae (Dunal) Bohs
- Solanum oxycarpum Schiede
- Solanum oxycoccoides Bitter
- Solanum oxyphyllum C.V. Morton
- Solanum pabstii L.B. Sm. & Downs
- Solanum pachimatium Dunal
- Solanum pachyandrum Bitter
- Solanum pachyarthrotrichum Bitter
- Solanum palinacanthum Dunal
- Solanum palitans C.V. Morton
- Solanum pallidum Rusby
- Solanum palmillae Standl.
- Solanum paludosum Moric.
- Solanum palustre Poepp. ex Schltr.
- Solanum pampaninii Chiov.
- Solanum panduriforme E. Mey.
- Solanum paniculatum L.
- Solanum pannosum Phil.
- Solanum paposanum Phil.
- Solanum paraibanum Agra
- Solanum paralum Bohs
- Solanum paramoense Bitter ex Pittier
- Solanum paranense Dusén
- Solanum parishii A. Heller
- Solanum parvicorollatum Lekhnovich
- Solanum pascoense Ochoa
- Solanum pastillum S. Knapp
- Solanum paucijugum Bitter
- Solanum paucispinum Werderm.
- Solanum paucissectum Ochoa
- Solanum pavimenti L.B. Sm. & Downs
- Solanum pectinatum Dunal
- Solanum pedemontanum M. Nee
- Solanum pedersenii Cabrera
- Solanum peikuoensis S.S. Ying
- Solanum pelagicum Bohs
- Solanum peloquinianum Ochoa
- Solanum penduliflorum Dammer
- Solanum pensile Sendtn.
- Solanum pentagonocalyx Bitter
- Solanum pentaphyllum Bitter
- Solanum pentlandii Dunal
- Solanum perattenuatum I.M. Johnst.
- Solanum pereirae Carvalho
- Solanum perplexum Small
- Solanum pertenue Standl. & C.V. Morton
- Solanum peruvianum L.
- Solanum phaeophyllum Werderm.
- Solanum phaseoloides Pol.
- Solanum phureja Juz. & Bukasov
- Solanum physalidicalyx Bitter
- Solanum physalifolium Rusby
- Solanum pillahuatense Vargas
- Solanum piluliferum Dunal
- Solanum pimpinellifolium L.
- Solanum pimpinelloides Hill.
- Solanum pinetorum (L.B. Sm. & Downs) Bohs
- Solanum pinnatisectum Dunal
- Solanum pinnatum Cav.
- Solanum piperiferum A. Rich.
- Solanum pittosporifolium Hemsl.
- Solanum piurae Bitter
- Solanum placitum C.V. Morton
- Solanum platanifolium Hook.
- Solanum platense Dieckman
- Solanum platycypellon S. Knapp
- Solanum plowmanii S. Knapp
- Solanum plumense Fernald
- Solanum poecilochromifolium Rusby
- Solanum poeppigianum Sendtn.
- Solanum poggei Dammer
- Solanum poinsettiifolium Rusby
- Solanum polyacanthon Lam.
- Solanum polyadenium Greenm.
- Solanum polyanthemum Hochst. ex A. Rich.
- Solanum polygamum Vahl
- Solanum polyphyllum Phil.
- Solanum polytrichostylum Bitter
- Solanum polytrichum Sendtn.
- Solanum praematurum Dammer
- Solanum premnifolium (Miers) Bohs
- Solanum preussii Dammer
- Solanum probolospermum Bitter
- Solanum procumbens Lour.
- Solanum profusum C.V. Morton
- Solanum proteanthum Bohs
- Solanum pruinosum Dunal
- Solanum pseudoauriculatum Chodat & Hassl.
- Solanum pseudocapsicum L.
- Solanum pseudodaphnopsis L.A. Mentz & Stehmann
- Solanum pseudogeminifolium Dammer
- Solanum pseudogracile Heiser
- Solanum pseudopersicum Pojark.
- Solanum pseudoquina A. St.-Hil.
- Solanum pseudospinosum C.H. Wright
- Solanum psychotrioides Dunal
- Solanum pterospermum Bitter
- Solanum ptychanthum Dunal
- Solanum pubigerum Dunal
- Solanum pulverulentifolium K.E. Roe
- Solanum purpusii Brandegee
- Solanum pycnanthemum Mart.
- Solanum pygmaeum Cav.
- Solanum pyracanthos Lam.
- Solanum quaesitum C.V. Morton
- Solanum quebradense S. Knapp
- Solanum quichense J.M. Coult. & Donn. Sm.
- Solanum quitoense Lam.
- Solanum radicans L. f.
- Solanum ramonense C.V. Morton & Standl.
- Solanum ramulosum Sendtn.
- Solanum raphanifolium Cárdenas & Hawkes
- Solanum raquialatum Ochoa
- Solanum ratum C.V. Morton
- Solanum rederi Dammer
- Solanum reductum C.V. Morton
- Solanum reflexiflorum Moric.
- Solanum reflexum Schrank
- Solanum refractifolium Sendtn.
- Solanum refractum Hook. & Arn.
- Solanum regularifolium Correll
- Solanum reineckii Briq.
- Solanum reitzii L.B. Sm. & Downs
- Solanum remyanum Phil.
- Solanum renschii Vatke
- Solanum reptans Bunbury
- Solanum restingae S. Knapp
- Solanum restrictum C.V. Morton
- Solanum retroflexum Dunal
- Solanum rhodesianum Dammer
- Solanum rhomboideilanceolatum Ochoa
- Solanum rhytidoandrum Sendtn.
- Solanum richardii Dunal
- Solanum riedlei Dunal
- Solanum rigescens Jacq.
- Solanum rigescentoides Hutch.
- Solanum riojense Bitter
- Solanum riparium Pers.
- Solanum ripense Dunal
- Solanum robecchii Bitter & Dammer
- Solanum roblense Bitter
- Solanum robustifrons Bitter
- Solanum robustum H.L. Wendl.
- Solanum rogersii S. Moore
- Solanum rohrii C.H. Wright
- Solanum rojasianum (Standl. & Steyerm.) Bohs
- Solanum roseum Bohs
- Solanum rostratum Dunal
- Solanum rovirosanum Donn. Sm.
- Solanum ruandae Bitter
- Solanum rubetorum Dunal
- Solanum rubiginosum Vahl
- Solanum rudepannum Dunal
- Solanum rufescens Sendtn.
- Solanum rufistellatum Steyerm.
- Solanum rugosum Dunal
- Solanum rugulosum De Wild.
- Solanum ruiz-lealii Brücher
- Solanum ruizii S. Knapp
- Solanum runsoriense C.H. Wright
- Solanum rupincola Mart.
- Solanum sakarense Dammer
- Solanum salamancae Hunz. & Barboza
- Solanum salasianum Ochoa
- Solanum salicifolium Phil.
- Solanum saltianum Roem. & Schult.
- Solanum salzmannii Dunal
- Solanum sambiranense D'Arcy & Rakot.
- Solanum sambuciflorum Sendtn.
- Solanum sambucinum Rydb.
- Solanum sanctae-nevadae Dunal & A. DC.
- Solanum sanctae-rosae Hawkes
- Solanum sandemanii Hawkes
- Solanum sandianum Bitter
- Solanum sandwicense Hook. & Arn.
- Solanum sanfurgoi Phil.
- Solanum santolallae Vargas
- Solanum santosii S. Knapp
- Solanum saponaceum Dunal
- Solanum sarasarae Ochoa
- Solanum sarrachoides Sendtn.
- Solanum saturatum M. Nee
- Solanum savanillense Bitter
- Solanum sawyeri Ochoa
- Solanum saxatilis Ochoa
- Solanum scabrifolium Ochoa
- Solanum scabrum Mill.
- Solanum scandens Mill.
- Solanum schenckii Bitter
- Solanum schimperianum Hochst.
- Solanum schizandrum Sendtn.
- Solanum schlechtendalianum Walp.
- Solanum schliebenii Werderm.
- Solanum schomburgkii Sendtn.
- Solanum schroederi Dammer
- Solanum schumannianum Dammer
- Solanum schwackei Glaz.
- Solanum sciadostylis (Sendtn.) Bohs
- Solanum scuticum M. Nee
- Solanum seaforthianum Andrews
- Solanum secedens Dammer
- Solanum selachophyllum Bitter
- Solanum sellowianum Dunal
- Solanum sellowii Dunal
- Solanum semiscandens Bitter
- Solanum semotum M. Nee
- Solanum sendtnerianum Van Heurck & Müll. Arg.
- Solanum sepiaceum Dammer
- Solanum sepicula Dunal
- Solanum septemlobum Bunge
- Solanum sereti De Wild.
- Solanum sericeum Ruiz & Pav.
- Solanum sessile Ruiz & Pav.
- Solanum sessiliflorum Dunal
- Solanum sessilistellatum Bitter
- Solanum setaceum Dammer
- Solanum setosissimum Bitter ex L.A. Mentz & M. Nee
- Solanum setosum (Brandegee) Bitter
- Solanum sibundoyense (Bohs) Bohs
- Solanum sieberi Van Heurck & Müll. Arg.
- Solanum simplicifolium Bitter
- Solanum simplicissimum Ochoa
- Solanum sinuatiexcisum Bitter
- Solanum sinuatirecurvum Bitter
- Solanum sinuato-repandum K. Braun
- Solanum siparunoides Ewan
- Solanum siphonobasis Bitter
- Solanum sisymbriifolium Lam.
- Solanum sitiens I.M. Johnst.
- Solanum skutchii Correll
- Solanum smithii S. Knapp
- Solanum snoussii A. Chev.
- Solanum sodomaeodes Kuntze
- Solanum soestii Hawkes & Hjert.
- Solanum sogarandinum Ochoa
- Solanum solum J.F. Macbr.
- Solanum somalense Franch. in Revoil
- Solanum sooretamum Carvalho
- Solanum sordidum Sendtn.
- Solanum sparsespinosum De Wild.
- Solanum sparsipilum (Bitter) Juz. & Bukasov
- Solanum spathotrichum Dammer
- Solanum spegazzinii Bitter
- Solanum spirale Roxb.
- Solanum spissifolium Sendtn.
- Solanum sprucei Van Heurck & Müll. Arg.
- Solanum stagnale Moric.
- Solanum stellatiglandulosum Bitter
- Solanum stellativelutinum Bitter
- Solanum stenandrum Sendtn.
- Solanum stenophyllidium Bitter
- Solanum stenophyllum Dunal
- Solanum stenotomum Juz. & Bukasov
- Solanum steyermarkii Carvalho
- Solanum stipulaceum Roem. & Schult.
- Solanum stipulatum Vell.
- Solanum stipuloideum Rusby
- Solanum stolzii Dammer
- Solanum storkii C.V. Morton & Standl.
- Solanum stramoniifolium Jacq.
- Solanum stuckertii Bitter
- Solanum suaveolens Kunth & C.D. Bouché
- Solanum subcoriaceum Thell. & H. Dur. xx
- Solanum subinerme Jacq.
- Solanum sublentum Hieron.
- Solanum subpanduratum Ochoa
- Solanum subquinatum Bitter
- Solanum subserratum Dunal
- Solanum subsessile De Wild.
- Solanum subsylvestre L.B. Sm. & Downs
- Solanum subtusviolaceum Bitter
- Solanum subulatum C.H. Wright
- Solanum subumbellatum Vell.
- Solanum subuniflorum Bitter
- Solanum subvelutinum Rydb.
- Solanum sucrense Hawkes
- Solanum sudanense Hammerstein xx
- Solanum superbum S. Knapp
- Solanum supinum Dunal
- Solanum surattense Burm. f.
- Solanum swartzianum Roem. & Schult.
- Solanum sychnoteranthum Bitter
- Solanum sycocarpum Mart. & Sendtn.
- Solanum sycophanta Dunal
- Solanum symmetricum Rusby
- Solanum symphyandrum (Bitter) C.V. Morton
- Solanum tabanoense Correll
- Solanum tacanense Lundell
- Solanum taeniotrichum Correll
- Solanum taitense Vatke
- Solanum talarense Svenson
- Solanum tampicense Dunal
- Solanum tanysepalum S. Knapp
- Solanum tapojense Ochoa
- Solanum tarapatanum Ochoa
- Solanum tarderemotum Bitter
- Solanum tarijense Hawkes
- Solanum tarnii Hawkes & Hjert.
- Solanum taulisense Ochoa
- Solanum tegore Aubl.
- Solanum tenuiflagellatum Bitter ex S. Knapp
- Solanum tenuilobatum Parish
- Solanum tenuipes Bartlett
- Solanum tenuisetosum (Bitter) Bohs
- Solanum tenuispinum Rusby
- Solanum tenuissimum Sendtn.
- Solanum tepuiense S. Knapp
- Solanum tequilense A. Gray
- Solanum terminale Forssk.
- Solanum ternatum Ruiz & Pav.
- Solanum ternifolium Werderm.
- Solanum tetrachondrum Bitter
- Solanum tetricum Dunal
- Solanum tettense Klotzsch
- Solanum thelopodium Sendtn.
- Solanum theobromophyllum Bitter
- Solanum thomasiifolium Sendtn.
- Solanum thruppii C.H. Wright
- Solanum toldense Matesevach & Barboza
- Solanum toliaraea D'Arcy & Rakot.
- Solanum tomentosum L.
- Solanum torreanum A.E. Gonç.
- Solanum torreyi A. Gray
- Solanum torvum Sw.
- Solanum tovarii S. Knapp
- Solanum trachycarpum Bitter & Sodiro
- Solanum trachycyphum Bitter
- Solanum trachyphyllum Dunal
- Solanum trachytrichium Bitter
- Solanum tredecimgranum Bitter
- Solanum tribulosum S. Schauer
- Solanum trichoneuron Lillo
- Solanum trichopetiolatum D'Arcy & Rakot.
- Solanum tricuspidatum Dunal
- Solanum tridynamum Dunal
- Solanum trifidum Correll
- Solanum triflorum Nutt.
- Solanum trifolium Dunal
- Solanum trifurcum Dunal
- Solanum trigonoplum Bitter
- Solanum trinitense Ochoa
- Solanum tripartitum Dunal
- Solanum triplinervium C.V. Morton
- Solanum triquetrum Cav.
- Solanum triste Jacq.
- Solanum trizygum Bitter
- Solanum tuberosum L.
- Solanum tuerckheimii Greenm.
- Solanum tunariense Kuntze
- Solanum tuquerrense Hawkes
- Solanum turgidum S. Knapp
- Solanum turneroides Chodat
- Solanum tweedianum Hook.
- Solanum ueleense De Wild.
- Solanum ugentii Hawkes & K.A. Okada
- Solanum ukerewense Bitter
- Solanum uleanum Bitter
- Solanum ulei Morton
- Solanum ulugurense Dammer
- Solanum umbellatum Mill.
- Solanum umbelliferum Eschsch.
- Solanum umbratile I.M. Johnst.
- Solanum uncinatum Schrank
- Solanum uncinellum Lindl.
- Solanum undatum Lam.
- Solanum unifoliatum S. Knapp
- Solanum unilobum (Rusby) Bohs
- Solanum uollense Pic.Serm.
- Solanum urosepalum Dammer
- Solanum ursinum Rusby
- Solanum urticans Dunal
- Solanum urubambae Juz.
- Solanum usaramense Dammer
- Solanum utile Klotzsch
- Solanum vacciniiflorum Standl. & L.O. Williams
- Solanum vaillantii Dunal
- Solanum valdiviense Dunal
- Solanum valerioanum C.V. Morton & Standl.
- Solanum validinervium Benitez & S. Knapp
- Solanum vallis-mexici Juz.
- Solanum vanheurckii Müll. Arg.
- Solanum variabile Mart.
- Solanum velardei Ochoa
- Solanum velleum Roem. & Schult.
- Solanum vellozianum Dunal
- Solanum velutinum Dunal
- Solanum velutissimum Rusby
- Solanum venosum Dunal
- Solanum venturii Hawkes & Hjerting
- Solanum vernei Bitter & Wittm.
- Solanum verrucosum Schltdl.
- Solanum vervoorstii L.B. Sm.
- Solanum vestissimum Dunal
- Solanum viarum Dunal
- Solanum vidaurrei Cárdenas
- Solanum villosum Mill.
- Solanum villuspetalum Vargas
- Solanum violaceimarmoratum Bitter
- Solanum violaceum Ortega
- Solanum violifolium Schott ex Spreng.
- Solanum virginianum L.
- Solanum virgultorum (Bitter) Cárdenas & Hawkes
- Solanum viridimaculatum Gilli
- Solanum viridipes Dunal
- Solanum viscosissimum Sendtn.
- Solanum volubile Sw.
- Solanum volubilis Rusby
- Solanum wacketii Witasek
- Solanum wallacei (A. Gray) Parish
- Solanum warmingii Hieron.
- Solanum weberbaueri Bitter
- Solanum weddellii Phil.
- Solanum welwitschii C.H. Wright
- Solanum wendlandii Hook. f.
- Solanum whalenii M. Nee
- Solanum wittmackii Bitter
- Solanum woodburyi R.A. Howard
- Solanum woodsonii Correll
- Solanum wrightii Benth.
- Solanum xanthophaeum Bitter
- Solanum xanti A. Gray
- Solanum yamobambense Ochoa
- Solanum yanamonense S. Knapp
- Solanum yangambiense De Wild.
- Solanum youngii S. Knapp
- Solanum yungasense Hawkes
- Solanum zanzibarense Vatke
- Solanum zeylanicum Scop.
- Solanum zuloagae Cabrera

## Classificação do gênero
| Sistema | Classificação                      | Referência               |
| ------- | ---------------------------------- | ------------------------ |
| Linné   | Classe Pentandria, ordem Monogynia | Species plantarum (1753) |